# Adam Józef Potocki
Adam Józef Potocki (Łańcut, 24 febbraio 1822 – Krzeszowice, 15 giugno 1872) è stato un nobile e politico polacco.

## Biografia
Era figlio del conte Artur Stanisław Potocki e di Zofią Branicką, figlia del conte Franciszek Ksawery Branicki.

## Carriera
Frequentò le università di Vienna, Edimburgo e Berlino. Durante la rivolta di Cracovia del 1846, si trovava a Parigi, dove guidò la guardia nazionale e prese parte alla rivoluzione di giugno.
Fu eletto al parlamento dell'Austria-Ungheria, nel 1851 venne imprigionato dal governo austriaco a Leopoli e a Špilberk per aver partecipato all'organizzazione patriottica Spiš. Svolse un ruolo importante nella vita costituzionale della Galizia come leader dello "stańczyków".
Era presidente del consiglio distrettuale di Chrzanów e cittadino onorario di Cracovia e partecipò alla vita politica e pubblica come membro di molte organizzazioni.
Intorno al 1850 divenne presidente della principale organizzazione agricola (Gospodarskiego) e poi deputato del Sejm galiziano e della Camera dei signori dell'Impero austriaco.

## Matrimonio
Sposò, il 26 ottobre 1847 a Dresda, la contessa Katarzyna Branicka (10 dicembre 1825-20 settembre 1907), figlia di Władysław Grzegorz Branicki. Ebbero otto figli:
- Róża Potocka (7 gennaio 1848-21 agosto 1937): sposò in prime nozze il conte Władysław Wincenty Krasiński, da cui ebbe tre figli, e in seconde nozze il conte Edward Aleksander Raczyński, da cui ebbe due figli;
- Artur Władysław Potocki (14 giugno 1850-26 marzo 1890);
- Zofia Potocka (7 novembre 1851-29 gennaio 1927): sposò il conte Stefan Zamoyski, ebbero sei figli;
- Maria Potocka (22 ottobre 1855-8 marzo 1934): sposò il conte Adam Sierakowski, ebbero tre figli;
- Wanda Potocka (22 aprile 1859-6 agosto 1878);
- Andrzej Kazimierz Potocki (10 giugno 1861-12 aprile 1908);
- Anna Maria Pia Róża Potocka (28 settembre 1863-15 febbraio 1953): sposò il conte Ksawery Branicki, ebbero cinque figli.

## Morte
Morì il 15 giugno 1872 nella sua residenza a Krzeszowice a causa di una paralisi.